# Історія Тунісу
Історія північноафриканської держави Туніс.

## Доісторична доба

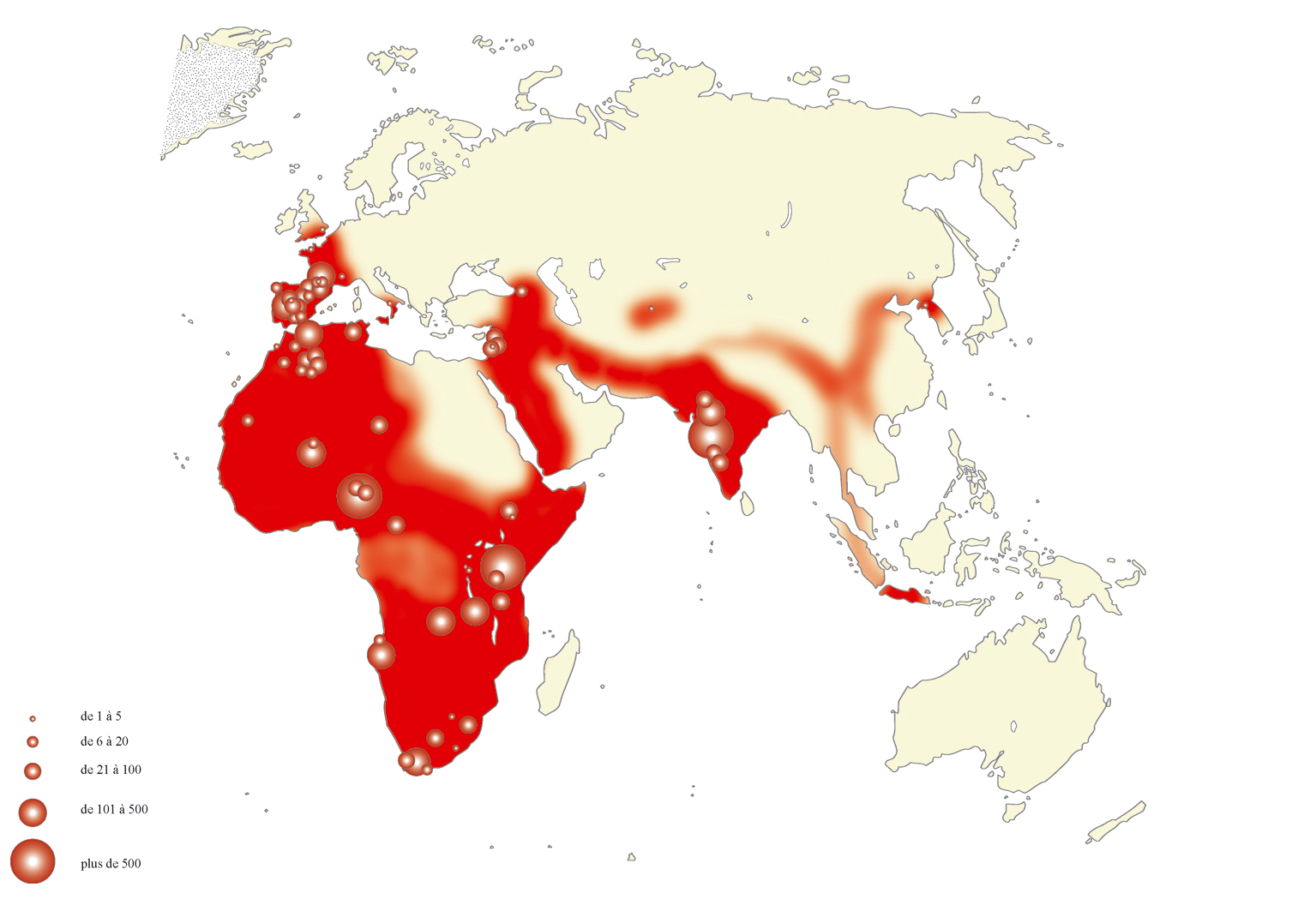
Поширення знарядь ашельської культури

Перші сліди перебування людини на території сучасного Тунісу деякі вчені відносять до ашельської культури раннього палеоліту. Далі йдуть більш чисельні знахідки періоду мустьєрської та атерійської археологічних культур середнього палеоліту (бл. 130-20 тис. рр. тому). Стоянки первісних людей цього часу — Айн-Метершем, Ель-Катар та інші. Як показали дослідження вчених, тоді на території Тунісу проживали люди як неандертальського типу, так і homo sapiens, тобто вони співіснували. В період пізньої кам'яної доби існувала така археологічна культура, як іберо-мавританська, представлена людьми кроманьйонського типу, в період неоліту — капсійська культура. Вже з 3-го тис. до н. е. корінним населенням стали лівійці (бербери).

## Фінікійський та римський періоди
Фінікійці заснували свої колонії на туніському узбережжі ще у 12-му столітті до н. е. У 814 р. до н. е. на території нинішнього м. Туніс було засноване м. Карфаген. Каравани кочовиків-берберів приходили на північ, щоб обмінятися товарами з карфагенцями. Вже в цей час в даній місцевості діяв один із найжвавіших судноплавних каналів у світі, який забезпечував прямий торговий шлях між великим містом Карфагеном і Римською імперією. Підтвердженням цьому стала знахідка в 2023 році уламків корабля на дні Середземного моря поблизу узбережжя Тунісу, вік якого датується десь між 100 р. до н. е. і 200 р. н. е.. Починаючи з 264 р. до н. е. Карфагенська держава вела війни з Римом, які закінчились поразкою Карфагену і його приєднанням до Римської держави. Римляни утворили на місці Карфагенської держави свою провінцію Африка.

## Середньовіччя
У 429—439 рр. територію Тунісу захопили у Західної Римської імперії германці вандали. Вони створили тут свою державу. У 533–534 рр. Візантійська імперія знищила Вандальське королівство і приєднала територію Тунісу до себе. Араби з'явилися в Тунісі в 647 р. , розпочавши своє завоювання Тунісу. У 670 р. вони заснували м. Кайруан, що стало їх форпостом. Туніс увійшов до складу Арабського халіфату. Після його розпаду в Тунісі існували держави Аглабідів, Фатімідів, Зірідів, Альмохадів і Хафсідів.

## Новий час
Упродовж 1574–1881 років Туніс формально підпорядковувався Османській імперії. Але реально країною правили у 1612–1702 роках беї з династії Мурадидів, а в 1705–1881 — з династії Гусайнідів. У 1881-му над країною встановила свій протекторат Французька республіка. Туніс, який з середини XVI ст. був частиною Османської імперії, у 1881 р. став французьким протекторатом. Після Першої світової війни в Тунісі сформувалася націоналістична опозиція проти туніської інтелектуальної еліти, що здобула освіту у Франції. Націоналісти вимагали розширення повноважень тунісців у вирішенні їхніх справ. Від 1934 р. нова Дестурська (соціалістична) партія, отримувала дедалі більшу підтримку в боротьбі проти французького колоніального панування. Під керівництвом партії більшість тунісців схилялася до поступового здобуття незалежності.
Туніс у 1942–1943 рр. був окупований під час 2-ї світової війни Німеччиною та Італією.

## Незалежність
У серпні 1947 р. французький губернатор сформував уряд, що складається з корінних жителів Тунісу. 3 червня 1955 р. прем'єр-міністр Тунісу Тахар Бен Аммар підписав ряд угод і протоколів, значно збільшивши самоврядування Тунісу. Проте Франція, як і раніше, контролювала зовнішню політику і оборону країни.
17 вересня 1955 р. в Тунісі вперше з'явився уряд, що складається лише з корінних жителів країни. 20 березня 1956 р. Туніс був визнаний повністю суверенної конституційною монархією, а правителем країни ставав Бей. Перші вибори в історії країни призвели до рішучої перемоги партії Новий Дестур. 12 листопада 1956 р. Туніс увійшов до складу ООН. 25 липня 1957 р. національне зібрання знищило останні сліди монархії, скинуло Бея, і проголосило Туніс республікою. У перші місяці 1958 р. криза зовнішньої політики посилився. 8 лютого французькі бомбардувальники перетнули кордон з Алжиром і знищили туніське село Сакіят-Сіді-Юсуф. При наліт загинуло 68 жителів і було поранено близько 100. 1 жовтня 1958 р. Туніс став членом Арабської Ліги, але через півмісяця розірвав відносини з Єгиптом, і незабаром вийшов зі складу Ліги. 15 квітня 1959 р. Франція і Туніс підписали угоду про технічну допомоги з боку Франції. У відповідь на відмову французів евакуювати морську базу в Бізерте, Туніські війська почали облогу бази 19 липня 1961 р. Через добу французькі війська прорвали блокаду і оточили все місто, перебивши більше тисячі жителів. 25 серпня генеральна асамблея ООН ухвалила рішення про те, що французькі війська повинні покинути Бізерту. Після тривалих переговорів база була евакуйована лише в жовтні 1963 р.
У 1963–1964 рр. Туніс розвивав економічне та політичне співробітництво з країнами Північної Африки. На початку 70-х років економічний розвиток Тунісу протікав успішно — головним чином завдяки запасам нафти. Відносини з Францією покращилися. На квітневих виборах 1989 р. демократична конституційна партія завоювала всі місця в парламенті, а Бен Алі був обраний президентом. З початку 90-х років він проводив серйозну боротьбу проти мусульман-фундаменталістів. В кінці 2010 року в країні загострилася економічна криза, що спричинила масові протести, які призвели до відставки Бен Алі.
У вересні 2021 року Каїс Саїд оголосив про майбутню реформу Конституції 2014 року та формування нового уряду.